# Secale ciliatiglume
Secale ciliatiglume är en gräsart som först beskrevs av Pierre Edmond Boissier, och fick sitt nu gällande namn av Aleksandr Alfonsovitj Grossgejm. Secale ciliatiglume ingår i släktet rågsläktet, och familjen gräs. Inga underarter finns listade i Catalogue of Life.